# Space Shuttle: A Journey into Space
Space Shuttle: A Journey into Space es un videojuego de simulación de vuelo espacial diseñado por Steve Kitchen para Atari 2600 y publicado por Activision en 1983. Es una de las primeras simulaciones realistas de naves espaciales disponibles para sistemas domésticos. Space Shuttle fue adaptado a la familia Atari de 8 bits y Atari 5200 por Bob Henderson (1984), luego portado al ZX Spectrum (1984), Commodore 64 (1984), Amstrad CPC (1986), y MSX (1986). El catálogo de Activision Software de 1984 también menciona una versión de Apple II.
El jugador controla las fases de vuelo más críticas del Space Shuttle, como el lanzamiento, la estabilización de la órbita, el acoplamiento, la desorbitación, el reingreso y el aterrizaje, cada uno con su propio conjunto de instrucciones a seguir. La versión original Atari 2600 venía con una superposición ya que hacía uso de todos los interruptores.

## Recepción
En una reseña de abril de 1984 para la revista Video Games, Dan Persons escribió:
Space Shuttle no es un juego para todos. Requiere una cantidad considerable de paciencia y, tal vez no sea demasiado sorprendente, una cantidad considerable de capacidad intelectual. Los jugadores que buscan las emociones viscerales del shoot'em-up estándar pueden, en última instancia, encontrar frustrante la complejidad de esta simulación. Pero aquellos de ustedes que estén preparados para una experiencia más rica y sofisticada probablemente reconocerán el "transbordador espacial" por el logro monumental que es.